# Kalle Kurg

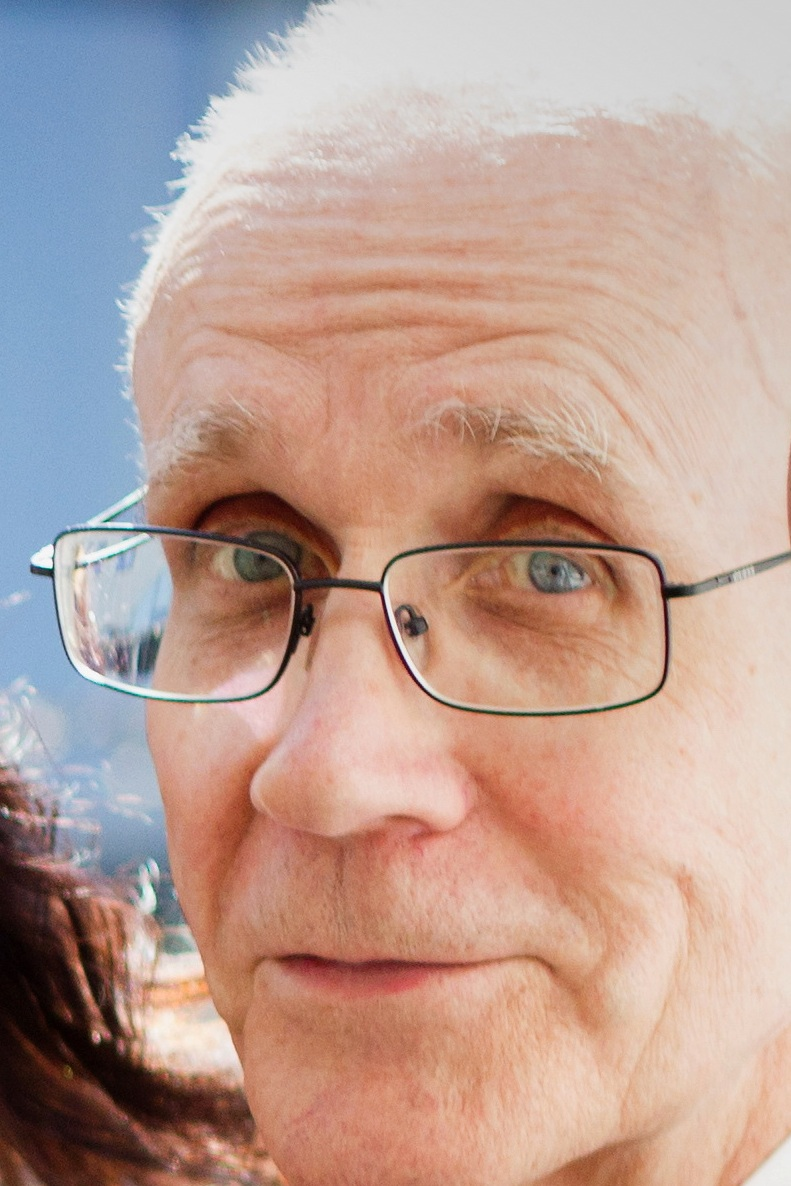
Kalle Kurg (2014)

Kalle Kurg (* 25. Mai 1942 in Tartu) ist ein estnischer Schriftsteller, Literaturkritiker und Übersetzer.

## Leben und Werk
Geboren in Tartu, verbrachte Kalle Kurg seine frühe Kindheit in der Gemeinde Ahja, wo die Familie 1944 von Repressionen betroffen war. Dabei mussten seine Eltern sich und ihren Sohn verstecken, ihr Zuhause wurde zerstört und sie mussten nach Pärnu umziehen. Nahestehende Verwandte wurden in Lager geschickt und ins Exil nach Sibirien deportiert. Kalle Kurg war von 1958 bis 1961 Korrespondent der estnischen Lokalzeitung Pärnu Kommunist. Er schloss 1966 sein Studium im Fach Estnische Philologie an der Staatlichen Universität Tartu (estnisch Tartu Riiklik Ülikool) ab.
Von 1967 bis 1968 arbeitete Kurg in der Redaktion der Zeitschrift Eesti Loodus. Anschließend war er zwei Jahre lang Redakteur beim staatlichen estnischen Fernsehen ETV. 1975 trat er dem Schriftstellerverband der Estnischen SSR bei. Ab 1971 war Kurg bei der estnischen Literaturzeitschrift Looming angestellt, deren Chefredakteur er von 1976 bis 1988 war.
1991/92 war Kurg Leiter der Literaturredaktion von ETV und Chefredakteur der Kulturzeitschrift Sina ja mina. 1996 wurde er Direktor des estnischen Verlages Ilo, ab 1998/99 Chefredakteur des Kunstverlags Kunst. Von 2000 bis 2005 leitete und gestaltete er im öffentlichen-rechtlichen Klassikaraadio seine Literatursendung Ütle, mis sul on, in der er zweimal pro Monat eigene Novellen las.
Seit Ende der 1950er Jahre trat Kurg als Kulturphilosoph, Essayist, Theater- und Literaturkritiker sowie Übersetzer aus dem Deutschen (u. a. Gedichte von Hermann Hesse), Englischen und Finnischen hervor. 1999 veröffentlichte er den Lyrikband Pimeduse värvid. Daneben schrieb er zahlreiche dramaturgische Texte, u. a. die Pantomime Mimeskid, die 1981 uraufgeführt wurde sowie Beiträge für Radiosendungen.